# Arboretum Kórnickie (czasopismo)
Arboretum Kórnickie – rocznik naukowy Zakładu Dendrologii i Pomologii Polskiej Akademii Nauk w Kórniku k. Poznania (od 1976 roku: Instytut Dendrologii PAN w Kórniku). Czasopismo ukazywało się w latach 1955-1999, było wydawane w językach: polskim i angielskim.
Formalnie wydawcami były kolejno: Państwowe Wydawnictwo Naukowe – Oddział w Poznaniu, Polska Akademia Nauk, Wydawnictwo Naukowe PWN SA w Warszawie (1989-1990), Wydawnictwo Naukowe Uniwersytetu im. Adama Mickiewicza w Poznaniu (1991-1999).

## Kontynuacja
Od rocznika nr 45 w 2000 roku czasopismo zostało zastąpione przez rocznik „Dendrobiology”, wydawany w języku angielskim przez nowego wydawcę z nowym numerem ISSN, ale z tą samą redakcją i z zachowaniem ciągłości numeracji roczników od 1955 roku.